# Hal Winkler
Harold Lang „Hal“ Winkler (* 20. März 1892 in Gretna, Manitoba; † 29. Mai 1956 in Winnipeg, Manitoba) war ein kanadischer Eishockeytorwart, der im Verlauf seiner aktiven Karriere unter anderem für die New York Rangers und Boston Bruins in der National Hockey League aktiv war.

## Karriere
Winkler war zunächst für diverse Teams in der Manitoba Senior Hockey League aktiv. Während dieser Zeit nahm er im Verlauf der Saison 1917/18 mit den Winnipeg Ypres am Allan Cup teil, den er jedoch nicht gewann. Es folgten Engagements in der Southern Saskatchewan Senior Hockey League, bevor Winkler zur Spielzeit 1921/22 zu den Edmonton Eskimos mit Spielbetrieb in der Western Canada Hockey League wechselte. In seiner zweiten Saison mit der Mannschaft wurde der Torwart ins All-Star Team der Liga gewählt, nachdem er mit den Edmonton Eskimos die Meisterschaft der WCHL gewonnen hatte. In den Finalspielen um den Stanley Cup unterlag die Mannschaft den Ottawa Senators mit 0:2-Siegen.
Im August 1924 wurde der Kanadier gemeinsam mit Emory Sparrow innerhalb der Western Canada Hockey League zu den Calgary Tigers transferiert, im Gegenzug wurde Edmonton finanziell entschädigt. Dort blieb der Linksfänger zwei Jahre, ehe ein weiterer Transfer – diesmal zu den New York Rangers in die National Hockey League – folgte. Bei seinem NHL-Debüt für die Rangers, im Spiel gegen die Montreal Maroons, gelang Winkler ein Shutout. Nach lediglich acht NHL-Partien wurde er im Januar 1927 an die Boston Bruins abgegeben. In seiner ersten Saison war er Stanley-Cup-Finalist mit den Bruins, unterlag aber den Ottawa Senators. In der darauffolgenden Saison 1927/28 absolvierte er 44 NHL-Spiele in der regulären Saison, in denen ihm 15 Shutouts gelangen. Dies stellte in jener Saison den Bestwert dar, gemeinsam mit Alex Connell, der ebenfalls 15 Spiele ohne Gegentor beendete.
Anschließend spielte Winkler jeweils eine Saison für die Minneapolis Millers in der American Hockey Association, Seattle Eskimos in der Pacific Coast Hockey League und Boston Tigers	in der Canadian-American Hockey League.

## Erfolge und Auszeichnungen
- 1923 Meister der Western Canada Hockey League mit den Edmonton Eskimos
- 1923 WCHL All-Star Team